# Парящий тигр
«Паря́щий тигр» (англ. The Tiger Rising) — повесть (роман) американской детской писательницы Кейт Дикамилло, рассказывающая о мальчике, который находит в лесу рядом с домом тигра, запертого в клетке. Опубликована в 2001 году. В 2011 году вышла в русском переводе Ольги Варшавер.

## Сюжет
Главный герой, мальчик Роб Хортон, после смерти мамы уезжает с отцом из Джексонвилла. Теперь они живут в мотеле «Звезда Кентукки» рядом с шоссе. Отец Роба работает в мотеле, а Роб на школьном автобусе ездит в школу. В школе над ним издеваются, но Роб молча сносит обиды. Друзей у него нет, только в мотеле он иногда разговаривает с огромной чернокожей уборщицей Уилли Мэй. Однажды в лесу за мотелем Роб находит клетку, в которой сидит огромный тигр. Это становится его тайной, которой он ни с кем не делится. 
В школу Роба приходит новая девочка по имени Сикстина (от Сикстинской капеллы), которую тоже начинают дразнить, но в отличие от Роба она смело вступает в драки. Роба же директор освобождает от учёбы из-за того, что на ногах у него нервный дерматит, и некоторые родители опасаются, что это может быть заразно. Как говорит Робу Уилли Мэй, на самом деле таким образом после смерти матери выходит его печаль: «Ты всю её загнал подальше от сердца, и она выходит через ноги». Сикстина начинает навещать Роба после школы, и он решается рассказать ей про тигра и показать его. Тем временем владелец мотеля Бошан по секрету сообщает Робу, что этот тигр отдан ему в качестве долга, и теперь Бошан раздумывает, что с ним делать. Он поручает Робу кормить тигра и даёт ему ключи от клетки. Роб сначала пытается скрывать это от Сикстины, но затем рассказывает ей и про это. Сикстина предлагает выпустить тигра, но Роб не соглашается, вспоминая рассказ Уилли Мэй про то, что однажды она выпустила своего попугайчика, и того скорее всего съела змея. Сикстина настаивает на том, чтобы выпустить тигра, и дети решают посоветоваться с Уилли Мэй. Та говорит, что тигра лучше не трогать, потому что улучшить его положение они не смогут.
Тем не менее, по настоянию Сикстины Роб отпирает замки, и тигр выходит. Он убегает к шоссе, и дети слышал выстрел. Оказывается, отец Роба убил выбежавшего из леса тигра из ружья. Роб в слезах признаётся отцу, что очень скучает по маме и больше не может это скрывать; отец признаётся в том же и говорит, что с её уходом им обоим придётся смириться. Они хоронят тигра, над могилой которого Сикстина читает стихотворение Уильяма Блейка «Тигр». Отец также говорит Робу, что поговорит с директором, и Роб вернётся в школу. Роба теперь не пугает это, потому что у него появился друг, Сикстина.

## Награды
Книга вошла в число пяти финалистов Национальной книжной премии США за 2001 год (в разделе детской литературы).

## Отзывы
Обсуждая две повести ДиКамилло, «с которыми Кейт вошла в литературу» («Спасибо Уинн-Дикси» и «Парящий тигр»), переводчица Ольга Варшавер говорит о том, что их героям, младшим подросткам «живётся несладко по сходным причинам — смерть или развод лишили их одного из родителей»: «Но по этой же причине они острее видят и слышат то, что происходит вокруг, они чутки к несправедливости и умеют сопереживать чужой боли».
По отзыву Марии Бостон, преподавателя русского языка и литературы в штате Висконсин, США, книгу «Парящий тигр» изучают дети в американских школах, отвечая на вопросы по книге и обсуждая собственные внутренние «чемоданы». «Чемодан» в книге, куда Роб «запирает» свои чувства после смерти мамы, является метафорой эмоциональной закрытости: «Робу запрещено говорить о матери, даже упоминать о ней, и уж тем более плакать, поэтому Роб закрыл все свои чувства в таком условном внутреннем „чемодане“», и «в группе внеклассного чтения третьеклассники обсуждали, почему у людей бывают такие „чемоданы“, кому они их могут открыть, а кому нет».

## Адаптации
В 2022 вышел одноимённый полнометражный фильм по повести, снятый режиссёром Рэем Джиаратана, с Кристианом Конвери и Мадален Миллс в ролях Роба и Сикстины. Фильм получил очень низкие оценки критиков.